# Los leales (obra de teatro)
Los leales es una obra de teatro en tres actos de los Hermanos Álvarez Quintero, estrenada en 1914.

## Argumento
En el pequeño pueblo de Guadalema, Don Adelardo Leal,  se queda en la ruina por culpa de un negocio demasiado arriesgado. . Emigran a América y regresan con cierto desahogo económico a Madrid, donde llevarán una vida feliz.

## Estreno
- se estrenó en el  Teatro Español, Madrid,el 21 de enero de 1914.
  - Intérpretes: Nieves Suárez, María Palou, Anita Martos, José Santiago, Ricardo Calvo, Pedro Sepúlveda.